# Railpower GG20B

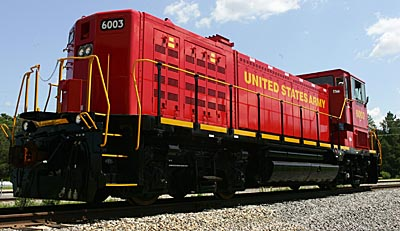
GG20B de l' US Army.

Le Railpower GG20B Green Goat (chèvre vert) est un locotracteur diesel hybride construit par Railpower Technologies Co.
Le prototype portant le numéro de sigle RPRX 2001 a été construit en 2001. Il a été identifié comme un GGS2000D.
La locomotive est alimentée par un Moteur Diesel en ligne six cylindres Caterpillar C9 développant 300 chevaux (224 kW), qui est relié à une banque de piles électriques où les deux sources se combinent pour une puissance totale de 2 000 chevaux (1490 kW).
L'armée américaine se procure des GG20B pour les utiliser au Fort McCoy en 2006. "La nouvelle locomotive sera également plus respectueuse de l'environnement. Il permettra d'économiser 40 à 50 pour cent de la consommation de carburant par rapport à un moteur diesel en ligne. Il aura également à une réduction des émissions de 60 pour cent."La nouvelle locomotive offre plus de surface visible par les fenêtres. Il a à la fois des capacités de chauffage et de climatisation et a également des essuie-glaces électriques et des fenêtres avec du verre chauffée, offrant une meilleure visibilité par le mauvais temps.